# Atchaterakangouen
Atchaterakangouen, manje poznato Algonquian pleme koje je 1672. živjelo u unutrašnjosti Wisconsina, u blizini plemena Mascouten i Kickapoo. Spominju se kao AtchateraKangouen u Jes. Rel., LVIII, 40, 1899.

## Vanjske poveznice
- From Handbook of American Indians North of Mexico  Arhivirana inačica izvorne stranice od 13. lipnja 2008. (Wayback Machine)